# Typ 41 Leopard
Typ 41 Leopard (či třída Leopard) byla třída protiletadlových fregat Britského královského námořnictva. Plavidla byla určena k eskortní službě, čemuž odpovídala i jejich nižší rychlost. Pro britské námořnictvo byly postaveny čtyři jednotky této třídy a další tři si objednalo Indické námořnictvo. Britské byly vyřazeny v 70. letech. Indické jsou již také mimo službu. Dvě vyřazené britské fregaty byly později odprodány do Bangladéše.
Trup a pohonný systém této třídy byl rovněž použit pro konstrukci radarových fregat typu 61 Salisbury. Dalším vývojem konstrukce typu 41 navíc vznikly fregaty typu 12 Whitby.

## Pozadí vzniku
Pro Britské královské námořnictvo byly postaveny čtyři fregaty této třídy, pojmenované Leopard (F 14), Lynx (F 27), Puma (F 34) a Jaguar (F 37). Stavba probíhala v letech 1953–1959, přičemž fregaty byly do služby zařazovány v letech 1957–1959. Plánovaná stavba dalších dvou jednotek Panther a Panther II byla zrušena (první trup byl dostavěn jako indická fregata Brahmaputra a druhý zrušen).
Jednotky typu 41 Leopard:
| Jméno                              | Uživatel            | Loděnice                                    | Zahájení stavby | Spuštěna          | Vstup do služby   | Status                                                                  |
| ---------------------------------- | ------------------- | ------------------------------------------- | --------------- | ----------------- | ----------------- | ----------------------------------------------------------------------- |
| HMS Leopard (F 14)                 | Royal Navy          | Her Majesty's Dockyard, Portsmouth          | 1953            | 23. května 1955   | 30. září 1958     | Vyřazena 1977.                                                          |
| HMS Lynx (F 27)                    | Royal Navy          | John Brown & Co., Clydebank                 | 1953            | 12. ledna 1955    | 14. března 1957   | Roku 1982 ji získala Bangladéš jako Abu Bakr, vyřazena 22. ledna 2014.  |
| HMS Puma (F 34)                    | Royal Navy          | Scotts Shipbuilding & Engineering, Greenock | 1953            | 30. června 1954   | 27. dubna 1957    | Vyřazena 1976.                                                          |
| HMS Jaguar (F 37)                  | Royal Navy          | Denny & Bros, Dumbarton                     | 1953            | 20. července 1957 | 12. prosince 1959 | Roku 1978 ji získala Bangladéš jako Ali Hader, vyřazena 22. ledna 2014. |
| INS Brahmaputra (F 31, ex Panther) | Indické námořnictvo | John Brown & Co., Clydebank                 |                 | 15. března 1957   | 28. března 1958   | Vyřazena 1986.                                                          |
| INS Beas (F 37)                    | Indické námořnictvo | Vickers Armstrong, Barrow                   |                 | 9. října 1958     | 24. května 1960   | Vyřazena.                                                               |
| INS Betwa (F 38)                   | Indické námořnictvo | Vickers Armstrong, Barrow                   |                 | 15. září 1959     | 8. prosince 1960  | Vyřazena.                                                               |

## Konstrukce

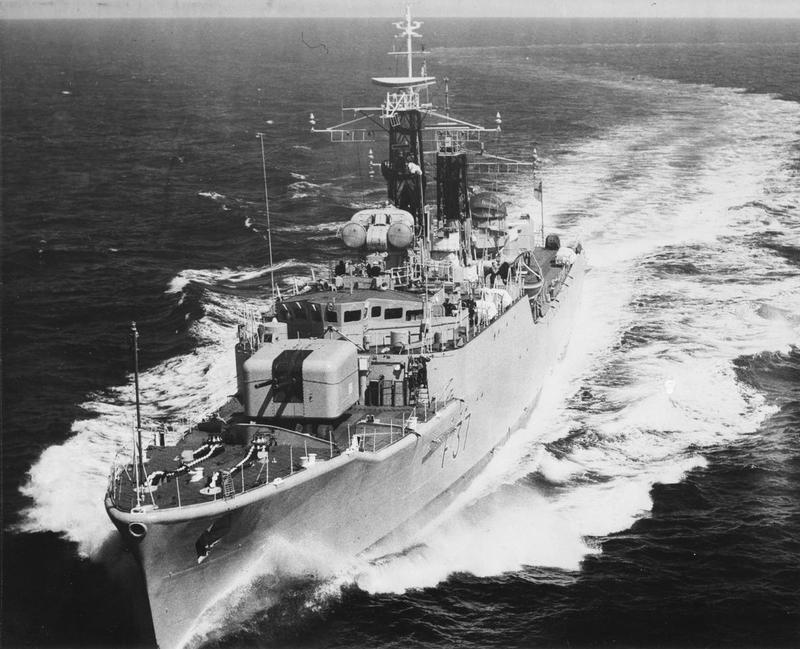
HMS Jaguar (F 37)

Protiletadlovou výzbroj tvořily čtyři dvouúčelové 114mm kanóny v dvoudělových věžích na přídi a na zádi, které doplňoval dvouhlavňový 40mm protiletadlový kanón STAAG Mk.2. K ničení ponorek sloužil salvový vrhač hlubinných pum Squid Mk.3. Pohonný systém tvořilo osm dieselů ASR1 o celkovém výkonu 14 400 hp. Lodní šrouby byly dva. Nejvyšší rychlost činila 25 uzlů. Dosah byl 7500 námořních mil při rychlosti 16 uzlů.

## Zahraniční uživatelé
- Bangladéš Bangladéšské námořnictvo – 16. července 1978 převzalo fregatu Jaguar, kterou zařadila jako Ali Hader. Dne 12. prosince 1982 pak námořnictvo posílila ještě fregata Abu Bakr (ex Lynx).[2] Obě byly vyřazeny.

- Indie Indické námořnictvo – v letech 1955–1960 byly pro indické námořnictvo postaveny fregaty INS Brahmaputra (F 31, původně rozestavěná britská Panther), INS Beas (F 37) a INS Betwa (F 38). Do služby vstoupily v letech 1958 a 1960. Výzbroj odpovídala britskému standardu. Vyřazeny byly na přelomu 80. a 90. let.[6]